# Walther Beumelburg
Walther Beumelburg (geboren 4. Oktober 1894 in Traben-Trarbach; gestorben 26. August 1944 in Potsdam-Krampnitz) war ein deutscher Rundfunk-Funktionär. Er wurde 1899 als Sohn des Superintendenten Eduard Beumelburg und seiner Frau Marie Waldeyer geboren. Sein Bruder war der im Nationalsozialismus erfolgreiche Schriftsteller Werner Beumelburg
Walther Beumelburg nahm als Soldat am Ersten Weltkrieg teil, wurde 1924 Privatsekretär des Unternehmers Hugo Stinnes, 1932 Leiter der Nachrichtenabteilung der Reichsrundfunk GmbH. Nach der Machtergreifung der Nationalsozialisten trat er in die NSDAP und in die SS ein. Am 15. April 1933 wurde er Intendant des Südwestfunks in Frankfurt, im Juli 1933 Präsident der Reichsrundfunkkammer. 1934 wechselte er, wieder als Intendant, zum Reichssender Berlin.
Im April 1937 wurde Walther Beumelburg entlassen. Er  leitete die Berliner Filiale des Stalling-Verlags, dem Stammverlag seines Bruders Werner. Mit dem Beginn des Zweiten Weltkriegs trat er in die Wehrmacht ein, wurde Major einer Panzereinheit in Neuruppin. Wie Beumelburg ums Leben kam, ist nicht geklärt.